# Diossido di uranio
Il diossido di uranio, conosciuto anche come ossido di uranio(IV), è un ossido dell'uranio con formula UO2, presente in natura nel minerale uraninite. Viene utilizzato come combustibile nucleare sia sotto forma di UO2 che di una miscela con diossido di plutonio (PuO2) chiamata combustibile ossido misto. Prima del 1960 era anche utilizzato come pigmento per colorare ceramiche e vetri.
Il composto si presenta sotto forma di cristalli o polvere scura (con colorazione dal nero al marrone) ed è molto tossico e pericoloso per l'ambiente.

## Produzione
Il diossido di uranio viene prodotto riducendo il triossido di uranio con l'idrogeno.
{\displaystyle {\ce {UO3\ +\ H2->UO2\ +\ H2O\,\,\,\,\,}}} a 700 °C (973 K).
Questa reazione svolge un ruolo importante nella creazione di combustibile nucleare attraverso il ritrattamento nucleare e l'arricchimento dell'uranio.

## Chimica

### Struttura
Il solido è isostrutturale con (ha la stessa struttura di) fluorite (fluoruro di calcio), dove ogni atomo di uranio è circondato da otto atomi di ossigeno vicini più prossimi in una disposizione cubica. Inoltre, il diossido di cerio, il diossido di torio, e quelli di plutonio e nettunio hanno le stesse strutture. Nessun altro biossido elementare ha la struttura della fluorite. Alla fusione, la coordinazione U-O media misurata si riduce da 8 nel solido cristallino (cubi UO8), fino a 6,7±0,5 (a 3270 K) nella massa fusa. I modelli coerenti con queste misurazioni mostrano che il fuso consiste principalmente di unità poliedriche UO6 e UO7, dove circa {\displaystyle {\frac {2}{3}}} delle connessioni tra i poliedri sono la condivisione degli angoli e {\displaystyle {\frac {1}{3}}} sono la condivisione dei bordi.

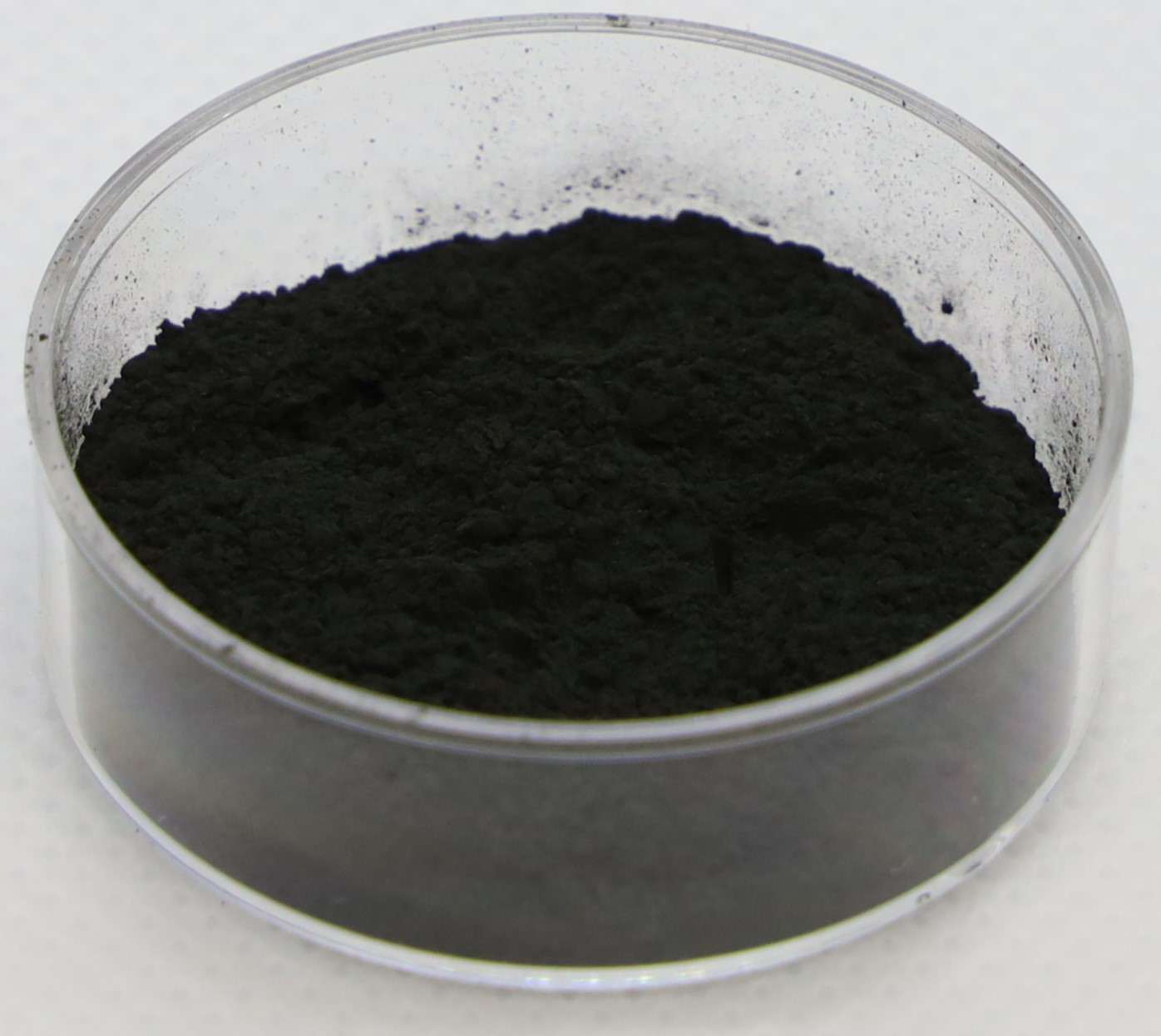
Diossido di uranio
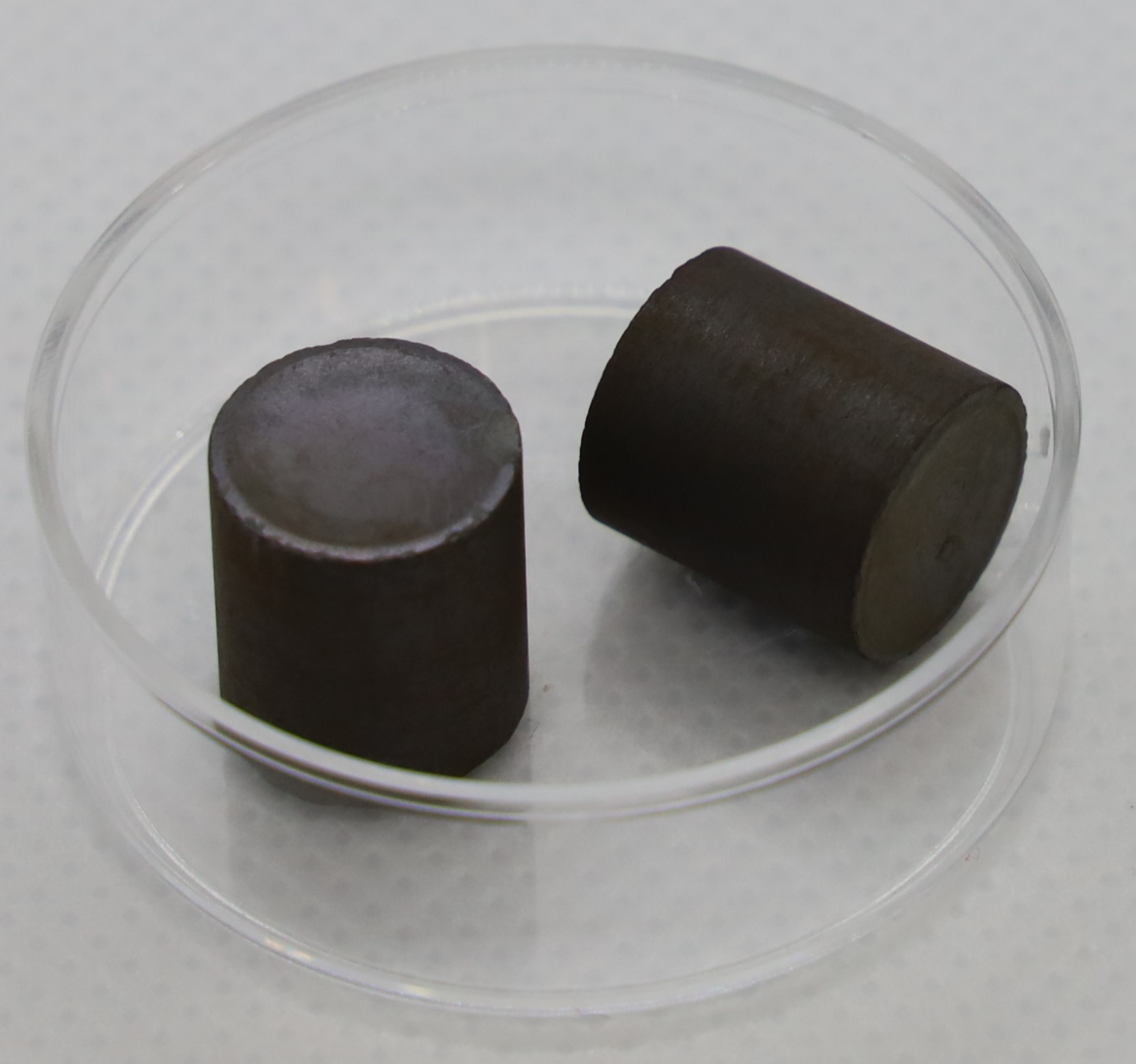
Pellet di diossido di uranio sinterizzato

### Ossidazione
Il diossido di uranio viene ossidato a contatto con l'ossigeno all'octaossido di triuranio:
{\displaystyle {\ce {3UO2\ +\ O2->U3O8\,\,\,\,\,}}} a 700 °C (970 K).
L'elettrochimica del diossido di uranio è stata studiata in dettaglio poiché la corrosione galvanica del diossido di uranio controlla la velocità con cui si dissolve il combustibile nucleare utilizzato. L'acqua inoltre aumenta il tasso di ossidazione del plutonio e dei metalli dell'uranio.

### Carbonizzazione
Il diossido di uranio viene carbonizzato a contatto con il carbonio, formando carburo di uranio e monossido di carbonio:
{\displaystyle {\ce {UO2 \ + \ 4C -> UC2 \ + \ 2CO}}}.
Questo processo deve essere eseguito sotto un gas inerte poiché il carburo di uranio viene facilmente ossidato nuovamente in ossido di uranio.

## Usi

### Combustibile nucleare
Il diossido di uranio viene utilizzato principalmente come combustibile nucleare, in particolare come UO2 puro o come miscela di UO2 e PuO2 (diossido di plutonio) chiamato ossido misto (combustibile MOX), sotto forma di barre di combustibile nei reattori nucleari.
Si noti che la conducibilità termica del diossido di uranio è molto bassa rispetto all'uranio, al nitruro di uranio, al carburo di uranio e al materiale di rivestimento di zirconio. Questa bassa conducibilità termica può provocare un surriscaldamento localizzato nei centri dei pellet di combustibile. Il grafico seguente mostra i diversi gradienti di temperatura in diversi composti di carburante. Per questi combustibili, la densità di potenza termica è la stessa e il diametro di tutti i pellet è lo stesso

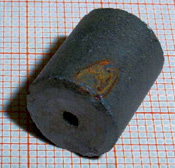
Combustibile in pellet in ossido di uranio.
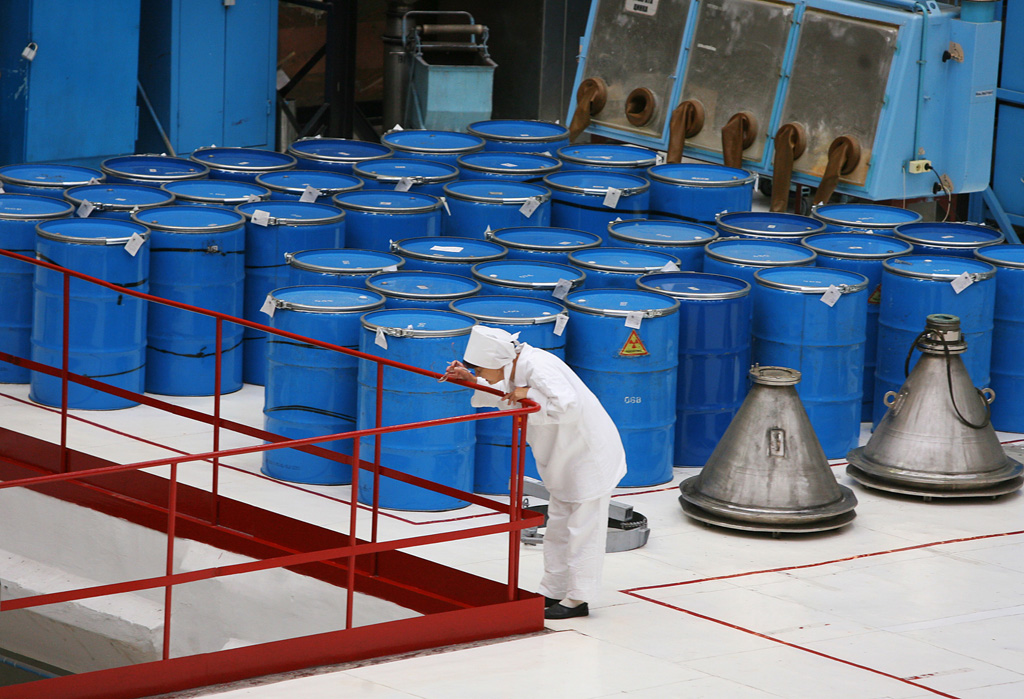
Contenitori di materiale di partenza per la produzione di pellet di combustibile in diossido di uranio in un impianto in Russia.
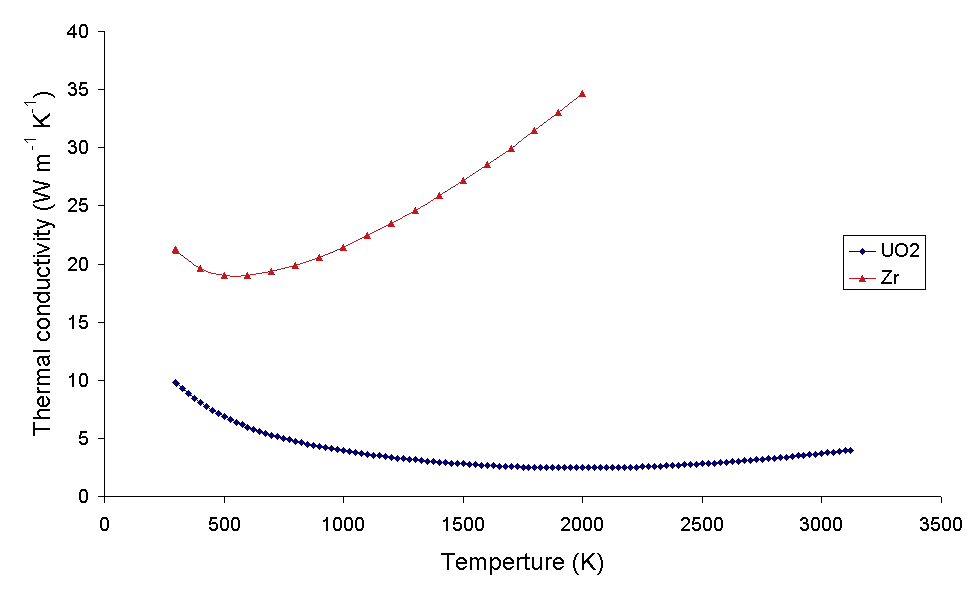
La conduttività termica dello zirconio e del diossido di uranio in funzione della temperatura.

### Colore per smalto vetroceramica
L'ossido di uranio era usato per colorare il vetro e la ceramica prima della seconda guerra mondiale e fino a quando non furono scoperte le applicazioni della radioattività questo era il suo uso principale. Nel 1958 i militari sia negli Stati Uniti che in Europa ne permisero nuovamente l'uso commerciale come uranio impoverito, e il suo uso riprese su scala più limitata. Gli smalti ceramici a base di ossido di uranio sono di colore verde scuro o nero se cotti in riduzione o quando si utilizza UO2; più comunemente viene utilizzato nell'ossidazione per produrre smalti luminosi di colore giallo, arancio e rosso. Il vetro all'uranio va dal verde pallido al giallo e spesso ha forti proprietà fluorescenti. L'ossido di uranio è stato utilizzato anche nelle formulazioni di smalto e porcellana. È possibile determinare con un contatore Geiger se uno smalto o un vetro prodotto prima del 1958 contiene uranio.

### Altro uso
Prima della scoperta della nocività delle radiazioni, l'uranio era incluso nei denti finti e nelle protesi, poiché la sua leggera fluorescenza faceva apparire le protesi più simili a denti veri in una varietà di condizioni di illuminazione.
Il diossido di uranio impoverito (DUO2) può essere utilizzato come materiale per la schermatura dalle radiazioni. Ad esempio, il DUCRETE è un materiale "calcestruzzo pesante" in cui la ghiaia viene sostituita con aggregati di diossido di uranio; questo materiale è studiato per l'utilizzo in botti per scorie radioattive. Le botti possono anche essere realizzate in acciaio DUO2 cermet, un materiale composito costituito da un aggregato di diossido di uranio che funge da schermatura alle radiazioni, grafite e/o carburo di silicio che funge da assorbitore e moderatore di radiazioni di neutroni e acciaio come matrice, la cui elevata conducibilità termica consente una facile rimozione del calore di decadimento.
Il diossido di uranio impoverito può essere utilizzato anche come catalizzatore, ad esempio per la degradazione dei composti organici volatili (COV) in fase gassosa, l'ossidazione del metano a metanolo e la rimozione dello zolfo dal petrolio. Ha un'elevata efficienza e stabilità a lungo termine quando viene utilizzato per distruggere i COV rispetto ad alcuni dei catalizzatori commerciali, come i metalli preziosi, i catalizzatori biossido di titanio (TiO2) e ossido di cobalto(II,III) (Co3O4). Si stanno facendo molte ricerche in questo settore, poiché l'uranio impoverito è favorito per la componente dell'uranio a causa della sua bassa radioattività.
Viene studiato anche l'uso del diossido di uranio come materiale per le batterie ricaricabili. Le batterie potrebbero avere un'elevata densità di potenza e un potenziale di 4,7 V per cella. Un'altra applicazione studiata è nelle celle fotoelettrochimiche per la produzione di idrogeno assistita da energia solare in cui l'UO2 viene utilizzata come fotoanodo. In passato, il diossido di uranio veniva utilizzato anche come conduttore di calore per la limitazione della corrente, che fu il primo utilizzo delle sue proprietà di semiconduttore.
Il diossido di uranio è anche il più forte piezomagnetico conosciuto nello stato antiferromagnetico osservato a temperature criogeniche inferiori a 30 kelvin. L'UO2 mostra una magnetostrizione lineare che cambia segno con il segno del campo magnetico applicato e commutazione di memoria magnetoelastica a campi magnetici vicini a 180.000 Oe.

### Proprietà dei semiconduttori
La banda proibita del diossido di uranio è paragonabile a quella del silicio e dell'arseniuro di gallio, suggerendo il suo possibile utilizzo per celle solari molto efficienti basate sulla struttura del diodo Schottky; assorbe anche a cinque diverse lunghezze d'onda, incluso l'infrarosso, migliorando ulteriormente la sua efficienza. La sua conduttività intrinseca a temperatura ambiente è circa la stessa del silicio monocristallino.
La costante dielettrica del diossido di uranio è circa 22, che è quasi il doppio di quella del silicio (11.2) e del GaAs (14.1). Questo è un vantaggio rispetto al silicio e all'arseniuro di gallio nella costruzione di circuiti integrati, in quanto può consentire un'integrazione a densità più elevata con tensioni di rottura più elevate e con una minore suscettibilità alla rottura del tunneling CMOS.
Il coefficiente di Seebeck del diossido di uranio a temperatura ambiente è di circa 750 µV/K, valore significativamente superiore ai 270 µV/K del tellururo di tallio stagno (Tl2SnTe5) e del tellururo di tallio germanio (Tl2GeTe5) e delle leghe bismuto-tellurio, altri materiali promettenti per applicazioni di generazione di energia termoelettrica ed elementi Peltier.
La stechiometria del materiale influenza notevolmente le sue proprietà elettriche. Ad esempio, la conduttività elettrica di UO1,994 è di ordini di grandezza inferiore a temperature più elevate rispetto alla conduttività di UO2,001.
Il diossido di uranio, come l'octaossido di triuranio, è un materiale ceramico in grado di resistere a temperature elevate (circa 2300 °C, contro un massimo di 200 °C per silicio o GaAs), rendendolo adatto per applicazioni ad alta temperatura come i dispositivi termofotovoltaici.
Il diossido di uranio è anche resistente ai danni da radiazioni, il che lo rende utile per i dispositivi rad-hard per applicazioni militari e aerospaziali speciali.
Un diodo Schottky in octaossido di triuranio e un transistor p-n-p di diossido di uranio sono stati fabbricati con successo in laboratorio.

## Tossicità
È noto che il diossido di uranio viene assorbito dalla fagocitosi nei polmoni.